# Joannes Loisel
Pour les articles homonymes, voir Loisel.
Jean ou Joannes Loisel, né à Hesdin en 1607 et mort après 1660, est un chanoine régulier, un maître de chant et un compositeur.

## Biographie
D'après le titre de l'un de ses recueils de musique, il est natif de Hesdin.  Admis dans l'ordre des Prémontrés, il devient chanoine régulier de l'abbaye de Saint-Josse-aux-Bois ou Dommartin, au diocèse d'Amiens.  Il est appelé à Anvers comme phonascus (maître de chant) de l'église abbatiale de Saint-Michel, où il séjourne de 1644 à 1646.  Ces renseignements proviennent principalement du titre de l'un de ses ouvrages (Surculus olivæ), le deuxième opus de Loisel, publié en 1646.  De surcroît, dans la dédicace ainsi que dans le titre de cet ouvrage, on remarque une allusion directe aux guerres incessantes dont l'Europe était alors le théâtre.  Jean Loisel fait des vœux pour que la paix succède enfin aux événements désastreux que son pays a eus à subir, et il espère que les notes harmonieuses de sa musique contribueront à ramener la concorde entre les souverains.  À Anvers, Loisel entre en contact avec la richissime famille judéo-flamande séfarade Duarte et il y publie des messes en 1644 et des motets en 1649.  Il quitte la capitale économique et culturelle des Pays-Bas méridionaux pour devenir chanoine de l'ordre des Prémontrés à l'abbaye de Ninove.   Des  chants de Noël latins et néerlandais de lui (entre autres Herders, wil wat stille staen [Bergers, arrêtez-vous un instant]), de Philippus van Steelant et de Henricus Liberti paraissent sous le titre Cantiones natalitiæ dans un recueil publié à Gand en 1651.

## Ouvrages
- (la) Musica hactenus inaudita sive missæ IV quinque et sex vocum, novo ac moderno modulamine concertatæ cum instrumentis et ripieno duplici (seu duobus aliis choris) si placet, Antverpiæ, typis hæredum P. Phalesij, 1644, in-4°[5].
- (la) Surculus olivæ, notis musicis concertantibus et pacificis VI vocum vel instrumentorum adornatus, SS. Mariæ Pacis æternæque reginæ concordiæ pro patriæ felici concordia oblatus, a venerabili D. F. Joanne Loisel, Hesdiniensi, ecclesiæ S. Judoci in Nemore, sacri Ordinis Præmonstratensis canonico, necnon ecclesiæ S. Michælis Antverpiæ phonasco. Opus secundum. Antverpiæ, apud heredes Petri Phalesii, MDC.XLVI, in-4°[7].
- (la) Motetta sacra duarum et trium vocum cum Basso continuo ad Organum, Antverpiæ, 1649, in-4°[5].
- (la) ((nl)) Cantiones natalitiæ, seu Laudes B. Mariae, quatuor, quinque et sex vocum. Gandavi, 1651, in-4° (œuvres de Loisel, de Van Steelant et Liberti)[5].

### Discographie
- Cantiones Natalitiæ : Christmas Songs from the Time of Rubens / kerstliederen uit de tijd van Rubens, Camerata Trajectina, Globe 6033, 1995 (O electa caeli rosa de Loisel).